# Brit Virgin-szigeteki labdarúgó-szövetség
A Brit Virgin-szigeteki labdarúgó-szövetség (angolul: British Virgin Islands Football Association) a Brit Virgin-szigetek nemzeti labdarúgó-szövetsége. 1974-ben alapították. A szövetség szervezi az brit Virgin-szigeteki labdarúgó-bajnokságot, működteti az brit Virgin-szigeteki labdarúgó-válogatottat.